# Адакале
Адакале (на румънски: Ada Kaleh; на турски: Adakale) е изчезнал остров в река Дунав, част от територията на Румъния до 1970 година, когато е залят от водите на язовира при Железни врата.
Разположен на 3 километра под Оршова, островът е имал размери 1,75 x 0,4 – 0,5 километра, дълго време е бил ексклав на Османската империя и населението му е било предимно турско.
В края на своето съществуване остров Адакале има население между 600 и 1000 души, като основен поминък са отглеждането на тютюн и туризмът.

## История
Островът става известен през XVII век, когато Хабсбургите го превръщат в модерно укрепление на границата с Османската империя. През следващите десетилетия крепостта неколкократно преминава от едната империя в другата – Карловицкият договор от 1699 година го дава на османците, Хабсбургите си го връщат през Австро-турската война в 1716 година, през 1738 година, през Австро-руско-турската война османците го превземат с четиримесечна обсада. През 1789 година Хабсбургите отново го завземат, но две години по-късно трябва да го върнат със Свищовския договор. С края на Австро-турските войни островът губи стратегическото си значение.
Макар че Османската империя окончателно губи съседните области след Руско-турската война от 1877 – 1878 година, остров Адакале е пропуснат в Берлинския договор и формално остава османска територия, макар фактически да преминава под контрола на Сърбия.
През следващите години султанът редовно назначава на Адакале нахийски мюдюрин и кадия, но жителите му са освободени от данъци и мита, както и от военна повинност. Те получават османско гражданство и вземат участие в османските избори през 1908 година. Възползвайки се от неясния статут и разположени между Австро-Унгария на левия и Сърбия на десния бряг на Дунав, жителите на острова го превръщат в център на контрабандата.
На 12 май 1913 година, по време на Балканската война, Австро-Унгария анексира острова, но този акт не е признат официално от Османската империя. След края на Първата световна война и разпадането на Австро-Унгария островът попада под контрола на Румъния, която също го обявява едностранно за част от своята територия. Това положение е официално признато от Турция с Лозанския договор през 1923 година.
В края на 1960-те години румънското правителство планира изграждането на язовир с голяма водноелектрическа централа в пролома Железни врата, който да доведе до заливането на остров Адакале. Властите предвиждат преселването на населението на близкия остров Шимиан, където са преместени някои културни паметници – джамията, гробището, пазарът, части от крепостта. Планът за преселване на практика не е реализиран, тъй като повечето жители са предпочели да се изселят в Турция или в района на Кюстенджа, където е била съсредоточена голяма част от турското малцинство в Румъния.